# Puterea a șasea
În aritmetică și algebră, puterea a șasea a unui număr n este rezultatul înmulțirii de șase ori a lui n cu el însuși, adică:
{\displaystyle n^{6}=n\times n\times n\times n\times n\times n.}
Valoarea puterii a șasea a unui număr se poate abține și prin înmulțirea numărului cu puterea a cincea a sa, prin înmulțirea pătratului său cu puterea a patra a sa, prin ridicarea la cub a pătratului său, sau prin ridicarea la pătrat a cubului său.
Șirul valorilor puterii a șasea a numerelor naturale este:
0, 1, 64, 729, 4096, 15625, 46656, 117649, 262144, 531441, 1000000, 1771561, 2985984, 4826809, 7529536, 11390625, 16777216, 24137569, 34012224, 47045881, 64000000, 85766121, 113379904, 148035889, 191102976, 244140625, 308915776, 387420489, 481890304, ...
Acestea includ numerele zecimale semnificative 106 (un milion), 1006 (un bilion pe scară lungă) și 10006 (un trilion pe scară lungă) ).

## Pătrate și cuburi
A șasea putere a numerelor întregi poate fi caracterizată drept numerele care sunt simultan pătrate și cuburi. În acest fel ele sunt legate de alte două clase de numere figurative: numere triunghiulare și pătratice, care sunt simultan pătrate și triunghiulare și de soluțiile la problema ghiulelelor, care sunt simultan pătratice și piramidale pătratice.
Datorită conexiunii lor cu pătratele și cuburile, puterile a șasea joacă un rol important în studiul curbelor Mordell, care sunt curbe eliptice de forma
{\displaystyle y^{2}=x^{3}+k.}
Când k este divizibil cu un număr la puterea a șasea, această ecuație poate fi redusă împărțind la acea putere pentru a se obține o ecuație mai simplă de aceeași formă. Un rezultat bine cunoscut în teoria numerelor, demonstrat de Rudolf Fueter și Louis J. Mordell, afirmă că atunci când k este un număr întreg care nu este divizibil cu unul la puterea a șasea (în afară de cazurile excepționale {\displaystyle k=1} și {\displaystyle k=-432}), această ecuație fie nu are soluții raționale cu ambii x și y nenuli, fie are un număr de soluții infinit.

## Sume
Există numeroase exemple cunoscute de numere la puterea a șasea care pot fi exprimate ca sumă a altor șapte numere la puterea a șasea, dar nu se cunosc încă exemple cu un număr la puterea a șasea care poate fi exprimat ca sumă a doar șase numere la puterea a șasea. Acest lucru este unic între puterile cu exponentul k = 1, 2, ..., 8, la celelalte existând exemple de exprimare printr-o sumă de k termeni care sunt numere la puterea k, sau chiar printr-o sumă cu mai puțini termeni.
În legătură cu problema lui Waring, fiecare număr întreg suficient de mare poate fi reprezentat printr-o sumă de cel mult 24 de numere întregi la puterea a șasea.
Există infinit de multe soluții netriviale diferite ale ecuației diofantice
{\displaystyle a^{6}+b^{6}+c^{6}=d^{6}+e^{6}+f^{6}.}
Încă nu s-a demonstrat că ecuația
{\displaystyle a^{6}+b^{6}=c^{6}+d^{6}}
are vreo soluție netrivială, dar conjectura Lander–Parkin–Selfridge afirmă că nu are.

## Alte proprietăți
În relațiile următoare {\displaystyle f_{0}=0,f_{1}=1,f_{n}=n^{6}})
- {\displaystyle f_{m}*f_{n}=f_{m*n}}
- {\displaystyle f_{m}=m} (mod 2 și 3)
- {\displaystyle f_{m}=m^{2}} (mod 10)
- {\displaystyle f_{m}} nu este prim, iar {\displaystyle f_{m}+1} nu este prim cu excepția cazului m = 1.